# Realia (tidskrift)
Realia är en tidskrift utgiven av Nordiska Konservatorförbundet Sverige (NKF-S). Realia riktar sig främst till konservatorer, men även till andra yrkesgrupper som arbetar inom kulturvårds- och kulturarvsfältet. Artiklarna består främst av nyheter om konservering och svenska konservatorers verksamhet idag. Tidskriften ges ut sedan 1980. Organisationens medlemmar bidrar med de flesta artiklarna. Realia publiceras som PDF sedan 2006, och alla digitala nummer finns idag att läsa på NKF-S hemsida.